# عيسى محمد (دراج)
عيسى محمد (1965  -  ) رياضي من الإمارات العربية المتحدة. نافس في سباق الدراجات الهوائية في دورة الألعاب الأولمبية الصيفية لعام 1988.

## روابط خارجية
- عيسى محمد على موقع إحصائيات الدراجات الإحترافية (الإنجليزية)
- عيسى محمد على موقع أوليمبيديا (الإنجليزية)